# Pień ramienno-głowowy

Pień ramienno-głowowy podpisany Brachiocephalic artery.

Pień ramienno-głowowy (łac. truncus brachiocephalicus, ang. brachiocephalic trunk) – w anatomii człowieka tętnica będąca największym naczyniem odchodzącym z górnego obwodu łuku aorty. Długość pnia ramienno-głowowego cechuje się silną zmiennością osobniczą (od 10 do 55 mm, średnio 30–45 mm), zaś grubość waha się w granicach 12–15 mm. Jest to pierwsza gałąź łuku, więc odchodzi przy jego początku na wysokości górnego brzegu przyczepu mostkowego II żebra. Kończy się zazwyczaj na wysokości prawego stawu mostkowo-obojczykowego, dzieląc się na wstępującą ku górze tętnicę szyjną wspólną prawą i przebiegającą poprzecznie tętnicę podobojczykową prawą. Pień ramienno-głowowy jest naczyniem nieparzystym, lewa tętnica szyjna wspólna i lewa tętnica podobojczykowa odchodzą bezpośrednio od aorty. Do przodu od pnia leżą: mostek, żyła ramienno-głowowa lewa, grasica lub jej ciało tłuszczowe oraz początkowe przyczepy mięśnia mostkowo-gnykowego i mięśnia mostkowo-tarczowego, czasem biegną po nim gałęzie sercowe prawego nerwu błędnego. Do tyłu znajduje się tchawica, po lewej tętnica szyjna wspólna lewa, zaś po prawej żyła ramienno-głowowa prawa, żyła główna górna i opłucna.
Zazwyczaj od pnia ramienno-głowowego nie odchodzą gałęzie boczne, lecz w wyjątkowych wypadkach może oddawać któreś z poniższych naczyń:
- tętnica kręgowa prawa,
- tętnica piersiowa wewnętrzna,
- tętnica tarczowa najniższa[1].